# Portable Sound Format
Das Portable Sound Format (kurz: PSF) ist ein Dateiformat, das für direkt aus Computerspielen entnommener Musik entworfen wurde. Ursprünglich von Neill Corlett im Jahr 2003 unter der Bezeichnung PlayStation Sound Format entwickelt, wurde der Titel später zu einer mehr generischen Bezeichnung geändert, als weitere Konsolen als Subformate unterstützt wurden. Es dient der Wiedergabe sequenzierter Musik und ist nicht für Streaming-Technologien geeignet.
Jede PSF-Datei enthält dabei neben einem Sequenzer verschiedene Samples, die normalerweise direkt aus den Spielen entnommen wurden, dazu Informationen, um welches Format es sich aus welchem Spiel handelt. Durch die Verwendung originaler Samples und Musiktreiber ist die Musikwiedergabe wirklichkeitsnah, ohne dabei den aufwendigen Umfang von Stream-Formaten (wie WAVE oder MP3) nutzen zu müssen.
Zum aktuellen Zeitpunkt gehören zu den unterstützten oder bereits in Spezifikationen vorhandenen Systemen, die durch PSF-Subformate abgedeckt werden:
Playstation 1 und 2, Sega Saturn, Dreamcast, Mega Drive, Nintendo 64, Game Boy Advance, Game Boy, SNES und das Capcom QSound System